# 早川勝也
早川 勝也（はやかわ かつや、1969年〈昭和44年〉5月3日 - ）は、日本の元子役、俳優。東京都出身。拓殖大学卒業。

## 来歴・人物
劇団いろはに所属し、1970年代より子役として活動を始める。NHK大河ドラマや、『燃えろアタック』（テレビ朝日』『仮面ライダースーパー1』（毎日放送）などで活躍した。

## 出演

### テレビドラマ
- 赤ひげ 第30話「人情裏長屋」（1973年、NHK） - 竹之助
- 笹舟の二人　芸術祭参加・テレビ部門（1973年、NHK東京）－ゴロ
- 銀河テレビ小説（NHK）
  - 自我の構図（1974年） - 南譲
- 仮面ライダーシリーズ（MBS）
  - 仮面ライダーアマゾン 第8話「学校を襲ったワニ獣人!!」（1974年）- シゲヤ
  - 仮面ライダー（新） 第47話「スカイライダー最大の弱点! 0.5秒の死角をつけ」（1980年） - 黒沼三平
  - 仮面ライダースーパー1（1980年 - 1981年） - 草波良
- ケンにいちゃん（1974年）
- おそば屋ケンちゃん（1975年）
- フルーツケンちゃん（1976年）
- 刑事くん 第4部 第54話「かがやく明日へ!」（1975年、TBS）
- 傑作推理劇場　魔少年（1980年）
- 青春諸君!夏（1980年、TBS）
- ポーラテレビ小説（TBS）文子とはつ（1977年.10）-　良太（出家後　良念）
- ポーラテレビ小説（TBS）千春子（1983年10）-紀三郎
- 大河ドラマ（NHK）
  - 風と雲と虹と（1976年） - 重太丸
  - おんな太閤記（1981年） - 豊臣秀頼
  - 徳川家康（1983年） - 奥平千丸
  - 信長 KING OF ZIPANGU（1992年）
- 俺はあばれはっちゃく 第28話「ペンフレンドマル秘作戦」（1979年、ANB） - 山川信如
- 燃えろアタック（1979年 - 1980年、ANB） - 小鹿清
- 銭形平次 （CX）
  - 第658話「俺は神様じゃない」（1979年） - 仙吉
  - 第741話「負けるな! 父」（1980年） - 新吉
- 立花登 青春控え 第14話「何処へ」（1982年、NHK）
- 西武スペシャル 季節が変わる日（1982年、NTV）
- 若葉学習塾（1982年、CX）
- ザ・サスペンス / 川崎探偵団（1983年、TBS）
- 妻たちの熱い午後（1984.1　テレビ朝日）- 蛭田匡彦
- 宮本武蔵（1984年、NHK）- 青木城太郎
- ２年B組仙八先生ースペシャルー（1984年4、TBS）
- ビートたけしの学問ノススメ（1984年、TBS）-早川勝也
- 美空ひばり芸能生活４０周年記念-熱血女先生（1986年）
- 木曜ゴールデンドラマ / 松本清張の老春（1990年、YTV）

### 映画
- 仮面ライダースーパー1（1981年、東映） - 草波良
- 螢川（1987年、松竹）